# Фитоки
Фитоки (грч. Φυτώκι) је насељено место у општини Горуша у периферији Западна Македонија, Грчка. Према попису из 2021. године било је 18 становника.
Насеље је 1913. године имало 10 житеља Грка. Фитоки се налази у области Населица, која је некада била насељена словенским становништвом које је касније хеленизовано. Године 1923. насељено је 26 грчких избегличких породица, укупно 86 особа. На попису из 1928. године Фитоки је имао 124 становника.